# Gouvernement al-Hasaka
Al-Hasaka (arabisch الحسكة, DMG al-Ḥasaka, kurdisch حەسیچە Hesîçe, syrisch ܓܙܪܬܐ Gozarto) ist ein syrisches Gouvernement an der Grenze zur Türkei und zum Irak mit einer Fläche von 23.334 km² und einer Bevölkerung von etwa 1,4 Mio. Menschen (2008), die überwiegend aus Kurden, Arabern und Aramäern/Assyrern besteht. Die Region gilt als Kornkammer Syriens.
Als Folge des Syrischen Bürgerkrieges existiert das Gouvernement als Verwaltungseinheit des syrischen Staates nicht mehr. Im April 2017 standen nur noch Teile der beiden größten Städte, die namengebende Stadt al-Hasaka und Qamishli, unter der Kontrolle der Regierungstruppen. Der Großteil der Region befand sich dagegen bis zur türkischen Invasion 2019 unter der Kontrolle kurdischer Volksverteidigungseinheiten (YPG), für die dieses Gebiet der Kanton Cizîrê der von ihnen beanspruchten Föderation Nordsyrien – Rojava ist.

## Geschichte
In der Region liegen zahlreiche Tells, die teilweise ab der Steinzeit bis in römische Zeit besiedelt waren. Dazu gehören Tell Brak, Tell Halaf und ganz im Nordosten Hamoukar.
1933 siedelten am Fluss Chabur 30.000 assyrische Flüchtlinge, die vor der Verschleppung und Angriffen von Extremisten im Irak flohen. Um und in al-Malkiyye im äußersten Nordosten existieren zwei historische Kirchen. Die als Pilgerstätte geltende Syrisch-Orthodoxe Kirche der heiligen Jungfrau wurde im Jahre 1955 durch das Wunder des Weihwassers bekannt. Die Kirche der heiligen Jungfrau in Barabaida wird als Pilgerstätte jährlich am 15. Mai von christlichen Pilgern besucht.
Auch vor dem Bürgerkrieg gab es zwischen den im Gouvernement lebenden Kurden und den Sicherheitskräften der Regierung häufig Spannungen. So kam es etwa im März 2004 zu politischen Unruhen in Qamischli und Umgebung, nachdem Tumulte bei einem Fußballspiel zwischen arabischen Baath-Anhängern und Kurden eskalierten.
Im Zuge des syrischen Bürgerkrieges 2011 gründeten mehrere Organisationen unter Führung der Partiya Yekitîya Demokrat Kantone, um sich selbst zu verwalten. Das Gouvernement al-Hasaka bildet eines der drei Kantone. Das Gouvernement ist zwischen der syrischen Regierung, den kurdischen Gruppen und dem Islamischen Staat umkämpft. Von kurdischen Nationalisten wird das Gouvernement als „Westkurdistan“ oder Rojava bezeichnet und in weiten Teilen dem Stammland des Kurdengebietes zugeschrieben, welches von der kurdischen Opposition in Syrien für eine Autonomie ähnlich der Autonomen Region Kurdistan beansprucht wird. Einige Araber befürchten jedoch die Entstehung eines separaten Staates.

## Wichtigste Ortschaften und ethnische Zusammensetzung
Sunnitische Muslime machen zirka 70–80 % des Gouvernement aus, davon variiert der Anteil der Kurden zwischen 40 und 70 %, den Rest der muslimischen Bevölkerung stellen Araber und zu kleineren Teilen Turkmenen. Die Christen bilden etwa 20–30 % der Bevölkerung, überwiegend Aramäer/Assyrer und Armenier. Hauptstadt ist al-Hasaka, wo Araber die Bevölkerungsmehrheit stellen. Die größte Stadt ist Qamischli. Der letzte offizielle Zensus wurde 2004 durchgeführt, die Zahlen der folgenden Tabelle beziehen sich auf dessen Ergebnisse. Alle Zahlen zur ethnischen Zusammensetzung und auch zu Einwohnerzahlen sind umstritten. So war im Rahmen der Volkszählung 1962 120.000 syrischen Kurden, also etwa 20 % der damaligen kurdischen Bevölkerung Syriens, die syrische Staatsbürgerschaft aberkannt worden. Die folgende Tabelle gibt daher nur eine grobe Orientierung über die Größe der einzelnen Städte.

## Distrikte und Unterdistrikte
Das Gouvernement ist in vier Distrikte (Mintaqa) unterteilt, hier jeweils farblich unterschieden: al-Malikiyya (gelb), al-Qamischli (blau), Raʾs al-ʿAin (grün) und al-Hasaka (rot), die wiederum in Unterdistrikte (Nahiya) eingeteilt sind.